# Ha a pokol elszabadul (2)
A Ha a pokol elszabadul (2) (All Hell Breaks Loose (2)) az Odaát című televíziós sorozat második évadjának huszonkettedik epizódja.

## Cselekmény
Sam halála után Dean teljesen kiborul, végső elkeseredettségében meglepő lépésre szánja el magát: ellátogat a greenwoodi-i kereszteződésben, és alkut köt az ott tanyázó démonnal. A megegyezés szerint Sam visszatér az élők közé, Dean lelke pedig 1 év múlva a Pokolra kerül.
Miután öccse feltámadt, Dean elhiteti vele, hogy sikerült összevarrni a sebét, így megmenteni, majd elmesélik egymásnak, mik történtek, míg távol voltak egymástól. A fiúk később Bobby roncstelepére indulnak, ahol Bobby a fivérek betoppanása után meglepődik a teljesen egészséget Samtől, majd közli velük, mit tudott meg: Wyoming államban mindenütt természetfeletti jelenségek mutatkoznak, kivéve egy helyet, melyet a démonok mintha körülvennének, ám nem tudni, miért.
Mialatt kettesben maradnak, Bobby kérdőre vonja Deant, milyen baromságot csinált öccséért, majd vitatkozni kezdenek, ám váratlanul egy halottnak hitt személy jelenik meg: Ellen.
Miután bizonyította kilétét szentelt vízzel, a nő elmeséli a fiúknak, hogy néhány percre ment ki a kocsmából, amikor az felrobbant, így élte túl a démoni merényletet, és hogy nála van, amit Ash kiderített: egy térkép, mely a hírhedt vadász, Samuel Colt által épített wyomingi vasútvonalakat ábrázolja, melyek templomak kötnek össze, ez pedig valójában egy 100 négyzetmérföldes démoncsapda, egy Salamon-kör. Bobby-ék egyértelműnek tartják, hogy a démonok nem tudnak átjutni rajta, ezért veszik körül, ám azt nem tudják, miért épült, hiszen a körön belül csak egy cowboy-temető van.
Ez idő alatt Azazel felkeresi a közeli erdőkben bujkáló Jake-et, és közli vele, ő fogja vezetni a Pokol seregét, ha pedig nem lesz hű katonája, megöli a férfi anyját és húgát. A sárgaszemű ezután Jake-nek adja a még John Winchestertől megszerzett Coltot, és megbízza vele a srácot, hogy a nem messze lévő temető kriptáját nyissa ki vele.
Jake a parancs szerint a temetőbe, a kriptához megy, ám ekkor megjelenik Dean, Sam, Ellen és Bobby, akik fegyverrel kényszerítik, adja át nekik a Coltot. Jake azonban kinyitja az Ördög kapuját, majd megpróbálja gondolatával öngyilkosságra kényszeríteni Ellent, ám végül Sam brutális kegyetlenséggel lelövi.
Míg a kaput Bobby és Ellen megpróbálják bezárni, a Pokolból kiszabaduló démonok megszakítják a védelmi rendszerként szolgáló vasútvonalat, így Azazel is a temetőhöz jut. A démon a sírkövek közt elfogja a két Winchester fivért, majd sértegetni kezdi Deant, és közli vele: akit az alku segítségével visszahozott az élők közé, az nem "100% Sam".
Egy váratlan pillanatban John Winchester szelleme tűnik fel, és ugyan szembeszáll a sárgaszeművel, az felülkerekedik rajta. Csakhogy mikor a démon újra Dean felé fordul, észreveszi, hogy míg nem figyelt, az megkaparintotta a Coltot, néhány pillanat múlva pedig egy lövés dördül el: Azazel holtan rogyik össze a pisztolyból Dean által kilőtt utolsó tölténytől.
Bobby-nak és Ellennek sikerül bezárnia a kaput, Dean pedig elmondja öccsének, hogy 1 év múlva az érte kötött egyezség miatt Pokolra fog kerülni. Sam ugyan ezt teljesen kiborulva fogadja, ám Bobby szerint most fel kell készülniük egy óriási vadászatra, mivel a most éjszaka történtek után több száz démon fog garázdálkodni szerte Amerikában…

## Természetfeletti lények

### Azazel kiválasztottjai
Azazel már 1973-ban kitervelte, hogy különleges képességű gyermekeket fog teremteni, hogy azok közül felnőttként majd egy vezesse a Pokol seregét. A sárgaszemű 1983-ban az éppen hat hónapos csecsemőket saját démoni vérével itatta meg, így azoknál 23 éves korukban speciális képességek kezdtek el jelentkezni.
Azazel kiválasztottjai:
- Andrew "Andy" Gallagher: emberek irányítása a gondolattal
- Ansem Weems: emberek irányítása a gondolattal
- Ava Wilson: látomások, démonok irányítása
- Jake Talley: szuper fizikai erő, emberek irányítása a gondolattal
- Lily Witherfield: érintéssel képes embert ölni
- Max Miller: telekinézis
- Rose Holt: gondolatolvasás
- Sam Winchester: látomások, telekinézis, különleges védekezés, démonok kiűzése az emberből és visszaküldése a Pokolba
- Scott Carey: elektromosság irányítása

### Démonok
A démonokat a folklórban, mitológiában és a vallásban egyaránt olyan természetfeletti lényként, gonosz szellemként írják le, melyeket meg lehet idézni, és irányítani is lehet. Közeledtüket általában elektromos zavarok jelzik, maguk mögött pedig ként hagynak.

### Szellemek
A szellem egy olyan elhunyt ember lelke, ki különös halált halt, és lelke azóta az élők közt kísért, általában egy olyan helyen, mely fontos volt az illetőnek földi életében. Szellemekből sok van: kopogószellem, bosszúálló szellem, vagy olyan szellem, mely figyelmezteti az embereket egy közelgő veszélyre.

## Időpontok és helyszínek
- 2007 tavasza

– Cold Oak, Dél-Dakota
– Wyoming

## Zenék
- Kansas – Carry On My Wayward Son
- Boston – Don't Look Back

## Külső hivatkozások
- Supernatural-All Hell Breaks Loose (2) az Internet Movie Database oldalon (angolul)